# Антонио Дориа
Антонио Дориа или Айтон Дориа был одним из лидеров гибеллинов и Генуи, который стал адмиралом Франции в 1339 году.

## Биография
Антони Дориа был одним из лидеров гибеллинов и Генуи, в то время как Карл Монако был в партии Гвельфов. Филипп VI Валуа принял в 1338 году 20 галер, вооруженные гибеллинами Генуи и еще 20 других гвельфами Монако.
Антонио командовал 40 галерами. Его также зовут Айтон Дориа в Основной истории дома Франции отца Ансельма.
Дориа был назначен адмиралом Франции в 1339 году.
Погиб в битве при Креси.